# Gidslet
Gidslet er en dansk stumfilm fra 1914, der er instrueret af Martinius Nielsen efter manuskript af Karen Stampe Bendix.

## Handling
Denne artikel mangler et handlingsreferat. Hjælp os med at skrive det.

## Medvirkende
- August Falck - Politichef Bernardi
- Gerda Krum-Juncker - Bernardis hustru
- Peter Palludan - Beppo, røverhøvding
- Emanuel Larsen - Den halte
- Alix Aase Ayoé Alber - Bernardis datter, 10 år
- Moritz Bielawski
- Idon Hartvig
- Arvid Ringheim